# Radwanki, West Pomeranian Voivodeship
Radwanki [radˈvanki] (tiếng Đức Gorka Ernsthof) là một ngôi làng thuộc khu hành chính của Gmina Bobolice, thuộc quận Koszalin, Tây Pomeranian Voivodeship, ở phía tây bắc Ba Lan. Nó nằm khoảng 4 kilômét (2 mi)  phía bắc Bobolice, 35 km (22 mi) về phía đông nam Koszalin, và 147 km (91 mi) về phía đông bắc của thủ đô khu vực Szczecin.
Trước năm 1945, khu vực này là một phần của Đức. Đối với lịch sử của khu vực, xem Lịch sử của Pomerania.
Làng có dân số 30 người.